# Amina Derbaki Sbaï
Amina Derbaki Sbaï (Casablanca, 3 juli 1962) is een Belgisch politica van Marokkaanse afkomst die actief is bij DéFI.

## Levensloop
Van beroep is Derbaki Sbaï uitvoerend kunstenares en voormalig kunstlerares.
Van 1999 tot 2009 was zij lid van het Brussels Hoofdstedelijk Parlement en van het Parlement van de Franse Gemeenschap en van 2003 tot 2007 was zij gemeenschapssenator.
In de lokale politiek is zij actief als gemeenteraadslid in Brussel, een functie die ze uitoefende van 2000 tot 2006 en van 2012 tot 2018.
In 2004 verliet zij de FDF en stapte over naar de Parti Socialiste. In 2008 keerde ze terug naar het FDF.

## Onderscheiding
- Ridder in de Leopoldsorde sinds 5 juni 2007